# Aeropuerto de Doncaster-Sheffield
El Aeropuerto de Doncaster-Sheffield (IATA: DSA, OACI: EGCN), anteriormente llamado Aeropuerto Robin Hood Doncaster-Sheffield, es un aeropuerto internacional situado en la antigua estación de la RAF Finningley, en el Municipio metropolitano de Doncaster en Yorkshire del Sur, Inglaterra. El aeropuerto está situado a 3 millas (5 km) al suroeste del centro de Doncaster y a 19 mi (31 km) al este de Sheffield. Con un flujo de pasajeros de 1,40 millones en 2019, este aeropuerto es el más pequeños de los dos aeropuertos comerciales que hay en Yorkshire.
El aeropuerto abrió en 2005. Al principio estuvo operado por Peel Airports, perteneciente a The Peel Group. El aeropuerto de Doncaster-Sheffield tiene una licencia de aeródromo de uso público del CAA que le permite realizar vuelos para el transporte público de pasajeros o para la realización de instrucción aérea.
No hay más vuelos comerciales desde el 5 de noviembre de 2022.

## Tráfico y estadísticas

### Tráfico de pasajeros
|  |
|  |